# Copa Petrobras Bogotá 2005
Il Copa Petrobras Bogotá 2005 è stato un torneo di tennis facente parte della categoria ATP Challenger Series nell'ambito dell'ATP Challenger Series 2005. Il torneo si è giocato a Bogotà in Colombia dal 17 al 23 ottobre 2005 su campi in terra rossa.

## Vincitori

### Singolare
Marcos Daniel ha battuto in finale  Daniel Köllerer con il punteggio di 6–2, 6–3

### Doppio
Marcos Daniel /  Santiago González hanno battuto in finale  Frederico Gil /  Marcelo Melo con il punteggio di 6–2, 7–5